# Charles Paul de Kock
(Charles) Paul de Kock (Passy, 1 mei 1793  - Parijs, 27 april 1871) was een Franse romanschrijver. die tijdens zijn leven grote populariteit genoot in Frankrijk tijdens de 19e eeuw.

## Levensloop
Charles Pauls vader, Jean Conrad de Kock, was een bankier van Nederlandse afkomst, die tijdens de Franse Revolutie op 24 maart 1794 in Parijs werd geguillotineerd, een slachtoffer van het schrikbewind onder Robespierre. Zijn moeder, Anne-Marie Perret, geboren Kirsberger, was een weduwe uit Basel.
Paul de Kock begon zijn loopbaan als bankbediende
Hij begon reeds op jonge leeftijd toneelstukken te schrijven en componeerde veel opera-libretti. Zijn eerste roman, L'Enfant de ma femme(1811), werd door hem op 18-jarige leeftijd op eigen kosten gepubliceerd In 1820 begon hij zijn lange en succesvolle reeks romans over het Parijse leven met Georgette, ou la Nièce du tabellion. Hij was het meest productief en succesvol tijdens de Restauratie en de vroege dagen van koning Louis Philippe.
In 1830 was De Kock een van de meest populaire auteurs in Europa. 
Een 56-delige editie van zijn werken verscheen in 1884.

## Werken (selectie)
- 1812 L'Enfant de ma femme
- 1815 Le Troubadour portugais samen met Théodore d'Hargeville en E.F.Varez
- 1821 Gustave le mauvais sujet
- 1821 Georgette ou la Nièce du tabellion
- 1823 Mon voisin Raymond
- 1824 Monsieur Dupont
- 1826 André le Savoyard
- 1827 Le Barbier de Paris
- 1827 La Laitière de Montfermeil
- 1828 Jean
- 1829 La Femme, le mari et l'amant
- 1831 Le Cocu
- 1833 Un bon enfant
- 1834 La Pucelle de Belleville
- 1835 Ni jamais ni toujours, samen met Charles Mourier
- 1836 Zizine
- 1837 Un tourlourou

### 1840 - 1850
- 1840 La Maison blanche
- 1840 Soeur Anne, 4 delen in 2 banden
- 1840 La Jolie Fille du faubourg
- 1841 Physiologie de l'homme marié
- 1842 L'homme aux trois culottes
- 1842 La grande ville : nouveau tableau de Paris comique, critique et historique
- 1844 Sans-cravate ou les Commissionnaires
- 1844 Mon ami Piffard et Chipolata, 4 delen
- 1846 ''Place Ventadour
- 1847 L'Amant de la lune
- 1849 Mon voisin Raymond
- 1849 Le Maître d'école de Coubron
- 1849 Les Enfants de Marie

### Na 1850
- 1850-1851 Une gaillarde 6 delen
- 1852-1853  La mare d'Auteuil, 10 delen
- 1853 Les étuvistes',  delen
- 1855 La Bouquetière du château d'eau
- 1856 Madame de Monflanquin, 3 delen
- 1858-1859 Monsieur Cherami , 3 delen
- 1858-1859 Paul et son chien, 8 delen in 4 banden
- 1862 Les compagnons de la Truffe, 3 delen
- 1864 Le petit-fils de Cartouche
- 1865 Une grappe de groseille
- 1867 La Fille aux trois jupons
- 1867 Le Professeur Ficheclaque
- 1868 Madame Tapin

- La demoiselle du cinquième
- Le millionnaire
- Un monsieur très-tourmenté
- La famille Gogo
- Les demoiselles de magasin
- La laitière de Montfermeil
- Madame Pantalon
- La dame aux trois corsets
- Un jeune homme mystérieux
- Le professeur Ficheclaque
- Le Cocu
- Un bon enfant

### Postuum verchenen
- 1872 La Mariée de Fontenay-aux-Roses
- 1874  Les Intrigants

### Nederlandse vertalingen
- De barbier van Parijs - een tafereel der Fransche zeden in de eerste helft der XVIIde eeuw
- Gustaaf, of De losbol (omstreeks 1850)
- Madame de Monflanquin, de vrouwelijke Monte Christo (3 delen, 1860)
- Een schatrijk mnan (2 delen, 1861)
- La gaillarde - de vrouw zonder vooroordeel (1862)
- Een zeer geplaagd man (1863)
- De kleinzoon van Cartouche (ongeveer 1867)
- De maagd van Belleville (ongeveer 1870)
- De familie Gogo (1871)
- Het meisje met drie rokken (1872)
- De winkeljuffers (1873)
- Mevrouw Pantalon (1873)
- De dame met drie corsetten (1873)
- De geheimzinnige (1875)
- De barbier en zijn pleegdochter Blanche, of De onschuld in de klauw van den vadermoordenaar (1878)
- De Firma Perdaillon en Co. (1886)
- Parijs anno 1842 (vertaling van Paris la grande ville, 1964)

### Engelse vertaling
- Memoirs of Paul de Kock (1899)

- Bibsys: 90952605
- Biblioteca Nacional de España: XX1140734
- Bibliothèque nationale de France: cb12116503p (data)
- Catàleg d'autoritats de noms i títols de Catalunya: 981058519877406706
- CiNii: DA05198197
- Gemeinsame Normdatei: 116273739
- International Standard Name Identifier: 0000 0001 2145 1079
- Library of Congress Control Number: n89616873
- Nationale Bibliotheek van Letland: 000175583
- MusicBrainz: e0e4fac7-ec6c-4b5d-8bde-c10c66337d15
- Bibliotheek van het Japanse parlement: 00832018
- Nationale Bibliotheek van Tsjechië: jn19990004479
- Nationale bibliotheek van Australië: 35654629
- Nationale Bibliotheek van Israël: 987007263843505171
- Nationale en Universitaire bibliotheek Zagreb: 000068361
- Nederlandse Thesaurus van Auteursnamen: 069552967
- Réseau des bibliothèques de Suisse occidentale: 02-A000098849
- Istituto Centrale per il Catalogo Unico: RAVV035188
- LIBRIS: 310266
- SNAC: w6gx4cvr
- Système universitaire de documentation: 029565901
- Trove: 1028678
- Virtual International Authority File: 100183137
- WorldCat: E39PBJgH7FcGrMry3pJCkrFMyd